# 세계 책의 날

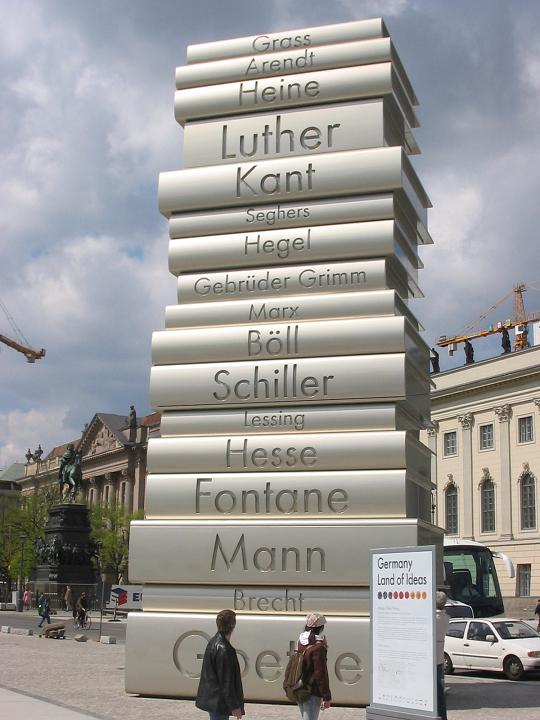

세계 책과 저작권의 날( 世界 冊과 著作權의 날 , 영어: World Book Day / World Book and Copyright Day )은 독서, 출판, 저작권 보호의 촉진을 목적으로, 유엔 교육 과학 문화 기구 (유네스코)에 의해 1995년에 제정되어 1996년부터 실시된 국제 기념일로 매년 4월 23일이다.

## 같이 보기
- 세계 지적 재산의 날
- 발명가의 날
- 유엔 영어의 날